# Plectrocnemia altera
Plectrocnemia altera är en nattsländeart som beskrevs av Arturs Neboiss 1977. Plectrocnemia altera ingår i släktet Plectrocnemia och familjen fångstnätnattsländor. Inga underarter finns listade i Catalogue of Life.